# 에디슨 시티
《에디슨 시티》(영어: Edison, 일부 지역에서는 영어: Edison Force)는 미국에서 제작된 데이비드 J. 버크 감독의 2005년 스릴러 영화이다. 모건 프리먼 등이 출연하였고, 랜들 에밋 등이 제작에 참여하였다.

## 줄거리
에디슨 마을 특수 부대 F.R.A.T.(초기 대응 공격 및 전술) 고참 프랜시스 형사는 한 마약상의 돈과 코카인을 빼앗고 죽인 뒤 다른 마약상에게 뒤집어씌운다. 프랜시스의 파트너인 신참 레이프는 프랜시스가 지어낸 이야기에 입을 맞추기로 하고 법정에서 거짓 진술을 한다. 이 사건에서 경찰 내 부패 정황을 포착한 기자 조슈아는 위험한 취재를 시작한다.

## 출연
- 모건 프리먼 - 모지스 "모" 애시퍼드 역: 편집장.
- LL 쿨 J - 래피얼 "레이프" 디드 순경 역
- 저스틴 팀버레이크 - 조슈아 폴럭 역: 신문 기자.
- 케빈 스페이시 - 리본 "리" 월리스 수사관 역
- 딜런 맥더멋 - 프랜시스 래저로프 경사 역
- 존 허드 - 브라이언 틸먼 경감 역
- 케리 엘위스 - 잭 리거트 지방 검사 역
- 데이미언 단테이 웨이언스 - 아이제이아 찰스 역
- 로즐린 샌체즈 - 마리아 역: 래피얼의 여자친구.
- 마코 샌체즈 - 레이스(레예스) 역
- 파이퍼 페러보 - 윌로 서머필드 역: 조슈아의 여자친구.
- 프랜스와즈 입 - 크로 역

## 기타 제작진
- 라인 제작: 숀 윌리엄슨
- 협력 제작: 모넬라 캐플런, 조너선 쇼어
- 배역: 실라 재피
- 미술: 캐터리나 키스
- 의상: 카트리나 매카시